# Matjaž Poklukar
Matjaž Poklukar (ur. 30 stycznia 1973 w Jesenicach) – słoweński biathlonista.
Swój ostatni biathlonowy występ zanotował 8 marca 2006 podczas zawodów Pucharu Świata w Pokljuce.
Jego brat bliźniak, Jože Poklukar, także był biathlonistą.

## Osiągnięcia

### Igrzyska Olimpijskie
| Rok  | Miejscowość | Konkurencje | Konkurencje | Konkurencje | Konkurencje | Konkurencje | Konkurencje | Konkurencje |
| Rok  | Miejscowość | IN          | SP          | PU          | MS          | RL          | MR          | SR          |
| ---- | ----------- | ----------- | ----------- | ----------- | ----------- | ----------- | ----------- | ----------- |
| 2006 | Turyn       | 47.         | 63.         | –           | –           | 10.         | nd.         | –           |

### Mistrzostwa Świata
| Rok  | Miejscowość       | Konkurencje | Konkurencje | Konkurencje | Konkurencje | Konkurencje | Konkurencje | Konkurencje | Konkurencje |
| Rok  | Miejscowość       | IN          | SP          | PU          | MS          | RL          | MR          | SR          | DR          |
| ---- | ----------------- | ----------- | ----------- | ----------- | ----------- | ----------- | ----------- | ----------- | ----------- |
| 1994 | Canmore           | nd.         | nd.         | nd.         | nd.         | nd.         | nd.         | 7.          | {{{11}}}.   |
| 1995 | Rasen-Antholz     | 29.         | 61.         | –           | –           | –           | nd.         | 12.         | {{{11}}}.   |
| 1996 | Ruhpolding        | 37.         | 81.         | –           | –           | –           | nd.         | –           | {{{11}}}.   |
| 1997 | Brezno-Osrblie    | –           | 79.         | –           | –           | 14.         | nd.         | –           | {{{11}}}.   |
| 1998 | Hochfilzen        | nd.         | nd.         | nd.         | nd.         | nd.         | nd.         | 9.          | {{{11}}}.   |
| 1999 | Oslo Holmenkollen | 42.         | nd.         | nd.         | –           | nd.         | nd.         | nd.         | {{{11}}}.   |
| 2004 | Oberhof           | 71.         | 48.         | 32.         | –           | 12.         | nd.         | nd.         | {{{11}}}.   |
| 2005 | Hochfilzen        | 71.         | –           | –           | –           | 17.         | nd.         | nd.         | {{{11}}}.   |
| 2005 | Chanty-Mansyjsk   | nd.         | nd.         | nd.         | nd.         | nd.         | 15.         | nd.         | {{{11}}}.   |
| 2006 | Pokljuka          | nd.         | nd.         | nd.         | nd.         | nd.         | 7.          | nd.         | {{{11}}}.   |

### Puchar Świata

#### Miejsca w klasyfikacji generalnej
| Sezon     | Miejsce |
| --------- | ------- |
| 1993/1994 | 50.     |
| 1996/1997 | 51.     |
| 1997/1998 | 68.     |
| 1998/1999 | 63.     |
| 1999/2000 | 72.     |
| 2000/2001 | 72.     |
| 2001/2002 | 79.     |
| 2003/2004 | 72.     |
| 2004/2005 | 86.     |
| 2005/2006 | 75.     |

#### Miejsca na podium
| Lp. | Dzień    | Rok  | Miejscowość | Konkurencja     | Lokata | Pudła | Czas biegu | Strata  | Zwycięzca     |
| --- | -------- | ---- | ----------- | --------------- | ------ | ----- | ---------- | ------- | ------------- |
| 1.  | 11 marca | 1995 | Lahti       | Sprint na 10 km | 3.     | 0+0   | 37:50,7    | +25.6 s | Oleg Ryżenkow |